# زازنبرگ
شهر زازنبرگ (به آلمانی: Sassenberg) در ایالت نوردراین-وستفالن در کشور آلمان واقع شده‌است.